# Adolf Foglár
Adolf Foglár (* 7. März 1822 in Wien; † 27. Juli 1900 in Iglau, Mähren) war ein österreichischer Jurist und Schriftsteller. Teilweise benutzte er das Pseudonym Robert Schild.

## Leben
Foglár war der Sohn eines k. u. k. Hofbeamten und der jüngere Bruder des Lyrikers Ludwig Foglár.
Nach dem Erreichen der Matura (Abitur) immatrikulierte sich Foglár an der Universität Wien für das Fach Jura. Nach dem erfolgreichen Abschluss seines Studiums meldete er sich freiwillig zum Militär. Mit 26 Jahren schloss er sich 1848 für zwei Jahre dem 3. steiermärkischen Schützenfreibataillon an. 1850 wechselte er der Karriere wegen zur kaiserlichen Armee. 1854 reüssierte er als Oberleutnant und trat in den Justizdienst ein.
Hier begann er als Ratssekretär am Komitatsgericht in Trentschin. Als sich die politische Lage veränderte, wurde Foglár 1860 zur Disposition gestellt. Doch schon ein Jahr später, 1861, wurde er zum Landesgerichtsrat in Korneuburg ernannt. Als solcher wurde er 1863 nach Steyr versetzt. 1887 ging er mit 65 Jahren in Pension.
Seinen Ruhestand konnte er in Iglau rund 13 Jahre genießen. Hier starb Adolf Foglár mit 78 Jahren am 27. Juli 1900.

## Werke
- Die Griechin. Prag: Weichelt, 1885 (Deutsch-Österreichische National-Bibliothek; 37)
- Grillparzers Ansichten über Literatur, Bühne und Leben. Stuttgart: Göschen, 1891
- Der neue Kalender: Lustspiel. s.n., 1870
- Novellenbuch. Wien: Typograph.-Literar.-Artist. Anstalt, 1863 (Bd. 1 von Adolf Foglár; Bd. 2 von Ludwig Foglár)
- Walther von Castelen: historisches Trauerspiel. Pest: s.n., 1847